# Ada Cambridge
Ada Cambridge (1844-1926), plus connue sous le nom d'Ada Cross, est une écrivaine australienne d'origine anglaise.
Elle a écrit plus de 25 œuvres de fiction, trois volumes de poésie et deux œuvres autobiographiques. Beaucoup de ses romans ont été publiés en série dans des journaux australiens mais jamais sous forme de livre. Alors que ses amis et sa famille la connaissent sous son nom d'épouse, Ada Cross, les lecteurs de ses journaux la connaissent sous le nom de A.C. Elle est ensuite revenue à son nom de jeune fille, Ada Cambridge, et c'est ainsi qu'on la connaît aujourd'hui.

## Biographie
Ada Cambridge est née le 21 novembre 1844 à St Germans, dans le Norfolk en Angleterre. Elle est la deuxième enfant de Thomasine et Henry Cambridge, un gentleman farmer. Elle est éduquée par des gouvernantes, une expérience qu'elle déteste. Elle écrit dans un livre de souvenirs : « Je peux affirmer en toute sincérité que je n'ai jamais rien appris de ce qui serait aujourd'hui considéré comme digne d'être appris avant d'en avoir fini avec elles et d'avoir commencé à me débrouiller toute seule. J'ai bien eu quelques mois de pensionnat à la fin, et c'était une très bonne école pour l'époque, mais elle n'a pas laissé d'impression durable dans mon esprit. ». En fait, c'est une tante célibataire qui a le plus contribué à son développement intellectuel.
Le 25 avril 1870, elle épouse le révérend George Frederick Cross et quelques semaines plus tard, elle s'embarque pour l'Australie. Elle arrive à Melbourne en août et est surprise de trouver une ville bien établie. Son mari est envoyé à Wangaratta, puis à Yackandandah (en) (1872), Ballan (1874), Coleraine (1877), Bendigo (1884) et Beechworth (1885), où ils restent jusqu'en 1893. Son livre Thirty Years in Australia (1903) décrit leurs expériences dans ces paroisses. Elle connait son lot de tragédies, notamment la perte d'enfants à cause de la coqueluche et de la scarlatine.
Au début, elle est une épouse travailleuse typique d'un ecclésiastique de campagne, prenant part à toutes les activités de la paroisse et, accessoirement, confectionnant elle-même les vêtements de ses enfants. Cependant, sa santé se dégrade pour diverses raisons, notamment une fausse couche quasi fatale et un grave accident de voiture, et ses activités doivent être réduites, mais elle continue à écrire.
En 1893, le couple déménage dans sa dernière paroisse, Williamstown, près de Melbourne, et ils y restent jusqu'en 1909. Son mari est inscrit sur la liste du clergé à la retraite à la fin de 1909, avec la permission d'exercer dans le diocèse jusqu'en 1912. En 1913, ils retournent tous les deux en Angleterre, où ils restent jusqu'à sa mort le 27 février 1917. Ada retourne en Australie plus tard cette année-là. Elle meurt à Melbourne le 19 juillet 1926. Elle laisse derrière elle une fille et un fils, le Dr K. Stuart Cross.

## Carrière
Si Ada Cambridge a commencé à écrire dans les années 1870 pour gagner de l'argent afin de subvenir aux besoins de ses enfants, sa carrière officielle s'étend de 1865, avec Hymns on the Litany et The Two Surplices, à 1922, avec un article intitulé "Nightfall" dans The Atlantic Monthly. Selon Barton, ses premières œuvres « contiennent les germes de son insistance et de sa recherche permanentes de l'intégrité physique, spirituelle et morale, ainsi que l'entrelacement de poésie et de prose qui allait caractériser sa carrière d'écrivain ». Cato écrit que « certaines de ses idées étaient considérées comme audacieuses et même un peu inconvenantes pour une femme de pasteur. Elle aborde les affaires extraconjugales et l'asservissement physique des épouses. »
En 1875, son premier roman, Up the Murray, paraît dans l'Australasian, mais n'est pas publié séparément. Ce n'est qu'en 1890, avec la publication de A Marked Man, que sa renommée en tant qu'écrivaine s'est établie. Cependant, malgré de bonnes critiques régulières, nombreux sont ceux qui la déconsidèrent parce qu'elle n'écrit pas dans la tradition littéraire de l'époque, une tradition largement non urbaine et masculine, axée sur la survie face à un environnement rude.
Elle est la première présidente du Club des femmes écrivains et membre honoraire à vie du Lyceum Club de Melbourne. Parmi ses nombreux amis dans le monde littéraire figurent Grace "Jennings" Carmichael (en), Rolf Boldrewood (en), Ethel Turner et George Robertson (en).

## Héritage
Les prix Ada Cambridge ont été décernés pour la première fois en 2005. Il en existe désormais quatre : le prix Ada Cambridge de la prose biographique, le prix Ada Cambridge de la poésie, le prix Young Adas de la nouvelle et le prix Young Adas de la nouvelle graphique. Ils sont tous dotés d'une somme d'argent et les lauréats sont annoncés chaque année au Williamstown Literary Festival.
La rue Cambridge dans la banlieue de Canberra, à Cook (en), porte son nom.

## Publications

### Romans
- The Two Surplices (1865)
- My Guardian : A Story of the Fen Country (1874)
- Up the Murray (1875)
- In Two Years Time (1879)
- Dinah (1880)
- A Mere Chance (1880)
- Missed in the Crowd (1882)
- A Girl's Ideal (1882)
- Across the Grain (1882)
- The Three Miss Kings (1883)
- A Marriage Ceremony (1884)
- A Little Minx (1885)
- Against the Rules (1886)
- A Black Sheep (1889)
- A Woman's Friendship (1889)[note 1]
- A Marked Man (1890)
- Not All in Vain (1891)
- Fidelis (1895)
- A Humble Enterprise (1896)
- Materfamilias (en) (1898)
- Path and Goal (en) (1900)
- The Devastators (en) (1901)
- Sisters (1904)
- A Platonic Friendship (1905)
- A Happy Marriage (1906)
- The Eternal Feminine (1907)
- The Making of Rachel Rowe (1914)

### Poésie
- Hymns on the Litany (1865)
- Hymns on the Holy Communion (1866)
- Echoes (1869)
- The Manor House and Other Poems (1875)
- Unspoken Thoughts (1887)
- The Hand in the Dark and Other Poems (1913)

### Nouvelles
- The Vicar's Guest : A Tale (1869)
- At Midnight and Other Stories (1897)

### Fiction pour enfant
- Little Jenny (1867)

### Autobiographie
- Thirty Years in Australia (1903)
- The Retrospect (1912)